# TransNamib

Logo von TransNamib bis Ende April 2019

TransNamib ist die staatliche Eisenbahngesellschaft Namibias. Sie betreibt das dortige Schienennetz seit der Unabhängigkeit des Landes.  Ihr Service umfasste lange Zeit nicht nur Schienen-, sondern auch Straßentransport und Hafendienste und zielte auf ein komplettes Angebot in nationaler Logistik ab.

## Geschichte
Vorgängerorganisationen von TransNamib bildeten sich bereits zu Zeiten Deutsch-Südwestafrikas ab 1895 heraus.
Seit dem 1. Juli 1993 betreibt die Gesellschaft auch das TransNamib-Museum in Windhoek.
Im September 2014 kündigte TransNamib eine Umkehrstrategie an, um die immensen Verluste aufzufangen. Im Rahmen dieser wurde Anfang 2015 bekannt gegeben, dass 1000 der 1600 Mitarbeiter entlassen werden sollen, was von der Gewerkschaft entschieden zurückgewiesen wurde. Im September 2021 wurde die Entlassung von zunächst 340 Mitarbeitern mitgeteilt.
Im April 2019 wurde ein neuer 5-Jahres-Plan inklusive neuem Außenauftritt vorgestellt. Zudem konzentriert sich das Unternehmen fortan nur noch auf den Güter- und Personenverkehr per Bahn und tritt nicht mehr als allumfassendes Logistikunternehmen auf.
Am 30. März 2022 kündigten die Namibische Entwicklungsbank (DBN) und die Entwicklungsbank des südlichen Afrika einen Kredit über 2,6 Milliarden Namibia-Dollar zur Modernisierung der Vermögensgegenstände des Unternehmens an. Im Juli 2024 wurde bestätigt, dass alle Bedingungen für den Kredit erfüllt sind. Das Geld soll zur Anschaffung neuer Lokomotiven, Instandsetzung des Fuhrparks sowie die Modernisierung von Werkstätten und Signalanlagen genutzt werden. Die Beschaffung der neuen Lokomotiven soll zwei Jahre dauern. Das Darlehen soll durch verringerte Betriebskosten sowie erhöhte Einnahmen binnen fünf Jahren getilgt werden.

## Streckennetz

Hauptsitz von TransNamib in Windhoek

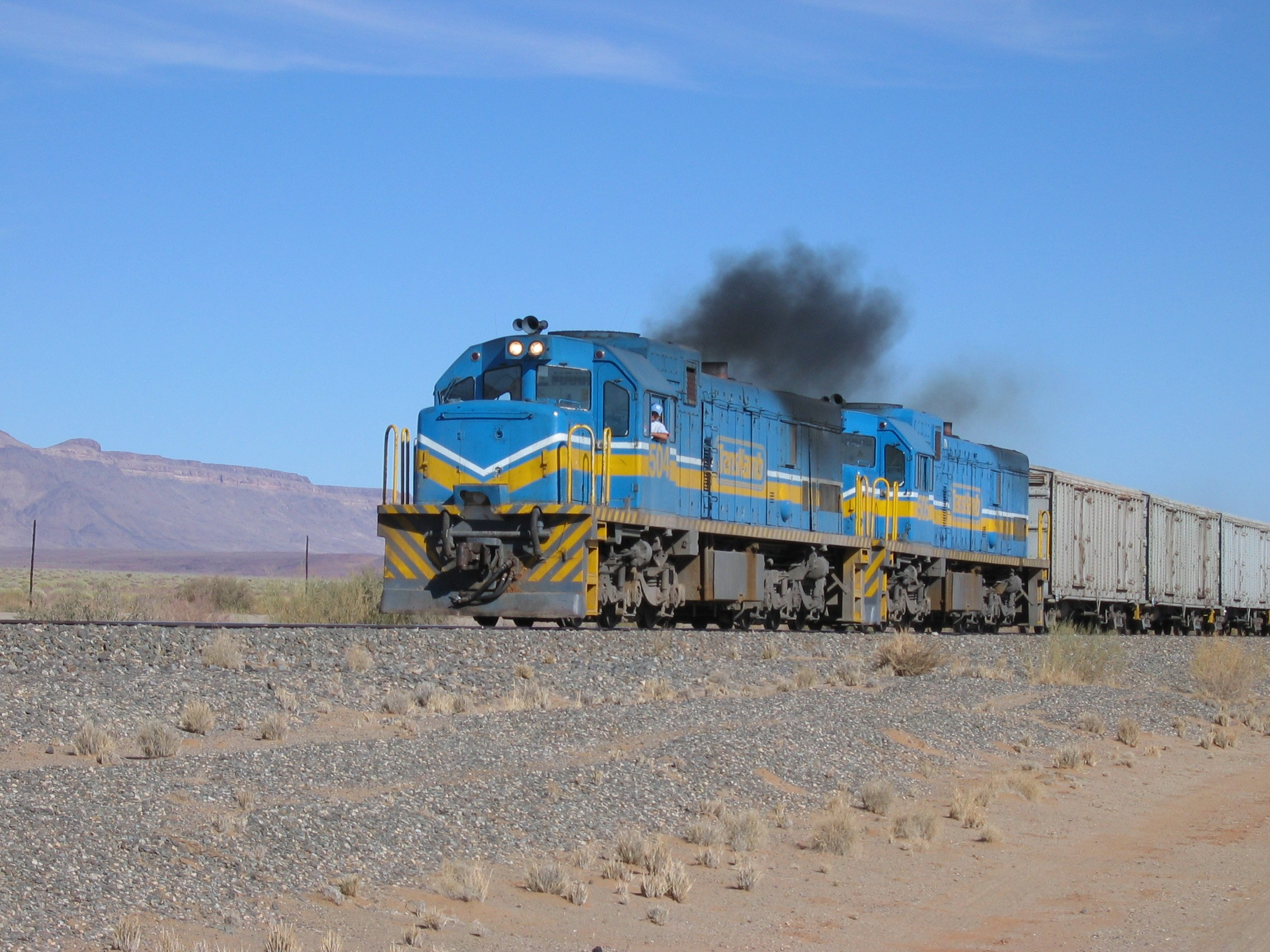
Zug der TransNamib südlich von Keetmanshoop (im Hintergrund die Karasberge)

Das Schienennetz besteht aus 1067-mm-Spur (Kapspur), umfasst 2687 Kilometer und verbindet alle größeren Orte Namibias. Es stammt in seiner Grundstruktur noch aus der Kolonialzeit, ist jedoch beständig modernisiert worden. Seit Anfang der 2000er Jahre sind weite Teile des Netzes zunehmend verfallen und werden seit Anfang 2010 aufwendig ersetzt und repariert sowie neue Strecken gebaut.
Die erste Eisenbahn wurde 1895 von der Damaraland Guano Gesellschaft für betriebliche Zwecke gebaut. Die erste 383 Kilometer lange Strecke von Swakopmund nach Windhoek wurde am 19. Juni 1902 eingeweiht.

## Verkehr

### Güterverkehr

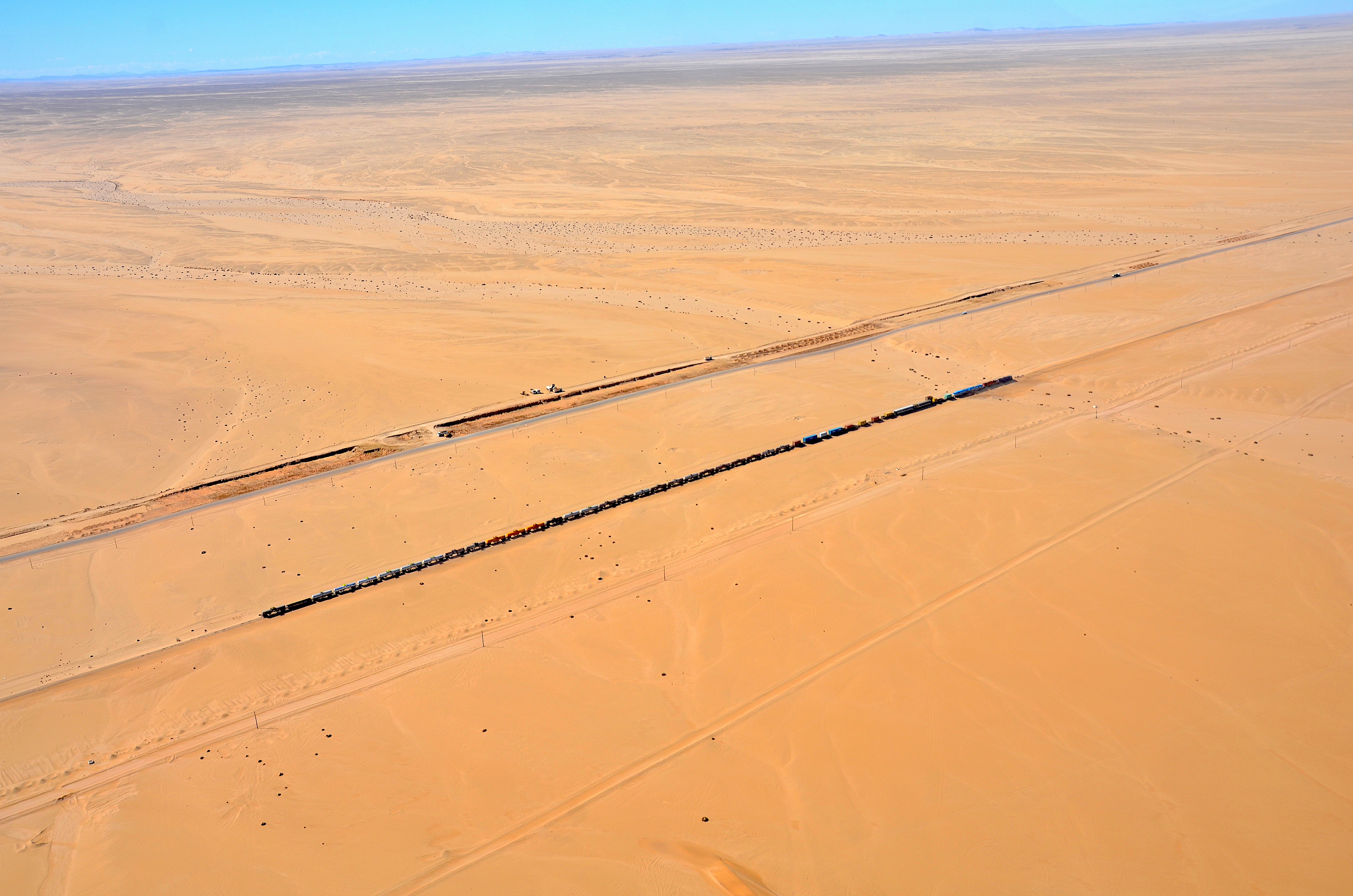
Im Sand stecken gebliebener Güterzug zwischen Swakopmund und Walvis Bay

Der Schienenverkehr spielt vor allem in der Güterbeförderung eine große wirtschaftliche Rolle.
Folgende Strecken wurden und teilweise werden im Güterverkehr betrieben:
- Kranzberg–Otavi
- Lüderitz–Seeheim
- Otavi–Grootfontein
- Otavi–Tsumeb
- Otjiwarongo–Outjo
- Tsumeb–Oshikango
- Windhoek–Gobabis
- Windhoek–Nakop

### Personenverkehr
Der Personenverkehr von TransNamib wurde Mitte der 2010er Jahre eingestellt. Vereinzelt fuhren zwischen  dem 22. Dezember 2022 und dem 8. Januar 2023 Personenzüge auf einer ausgewählten Strecke.
Vor der Einstellung des Personenverkehrs spielte dieser eine ohnehin untergeordnete Rolle. Jede Strecke wurde höchstens einmal pro Tag befahren, und die Fahrten fanden in der Regel über Nacht statt, so dass das Angebot insbesondere für Touristen wenig attraktiv war. Seit 1994 wurden Personenwagen renoviert und umgebaut. Die Personenverkehrssparte der namibischen Eisenbahn arbeitete unter dem Namen „StarLine Passenger Services“. Es gab sowohl Schlafwagen (nicht täglich und auf allen Strecken) als auch Großraumwagen in zwei Wagenklassen (Economy, Business). Sie boten jeweils vier Sitze nebeneinander und einen Mittelgang bzw. sechs Betten in teilweise privaten Abteilen. Toiletten und Snackautomaten standen zur Verfügung, ebenso ein eingeschränktes Unterhaltungsprogramm und teilweise Klimaanlage.
Folgende Strecken wurden im Personenverkehr des „StarLine Passenger Services“ betrieben: (Stand: April 2015)
- Tsumeb–Oshikango
- Windhoek–Kranzberg
- Kranzberg–Walvis Bay
- Windhoek–Karasburg

#### Desert Express
Aushängeschild auf dem Netz der namibischen Eisenbahn ist der Desert Express, ein Luxuszug für Touristen, der bis 2017 einmal pro Woche zwischen Windhoek und Swakopmund verkehrte. Am 23. August 2019 wurde der Betrieb mit jetzt zweiwöchigen Takt wieder aufgenommen und wurde bis März 2020 aufrechterhalten. Anschließend wurde der Betrieb im Zuge der COVID-19-Pandemie in Namibia eingestellt. Zum Stand März 2025 sagt die Website des Unternehmens, dass der Betrieb „bis auf weiteres“ eingestellt sei. Die Wiederaufnahme ist für 2025 geplant.
Auch Rovos Rail mit dem Shongololo-Express und Blue Train aus Südafrika bieten mehrmals im Jahr Eisenbahnkreuzfahrten durch Namibia an.

#### Omugulugwombashe Star
Im März 2005 wurde der in China gebaute „Omugulugwombashe Star“ in Dienst gestellt; ein neuer, hochmoderner Zug, der eine Geschwindigkeit von 120 Kilometern pro Stunde erreicht und 142 Passagieren Platz bietet. Er verfügt über Flachbildschirme für Videos und Klimaanlagen. Der Zug war ursprünglich als Flughafenzubringer von Windhoek zum Internationalen Flughafen Hosea Kutako gedacht, wurde jedoch kurzfristig auf der Strecke Windhoek–Walvis Bay eingesetzt und bediente dann ab 2007 einmal wöchentlich die Strecke zwischen Windhoek und Ondangwa. Er erfreute sich in den ersten Monaten auf der Strecke nach Ondangwa relativ großer Beliebtheit. Der Regelbetrieb wurde 2008 jedoch schlussendlich komplett eingestellt, da der Zug nicht für die namibischen Bedingungen ausgerichtet ist und ständig technische und mechanische Probleme auftraten. Im März 2011 wurde der Zug repariert und sollte wieder eingesetzt werden. Mit Stand 2013 war diese nicht wieder in Betrieb.

## Fahrzeuge

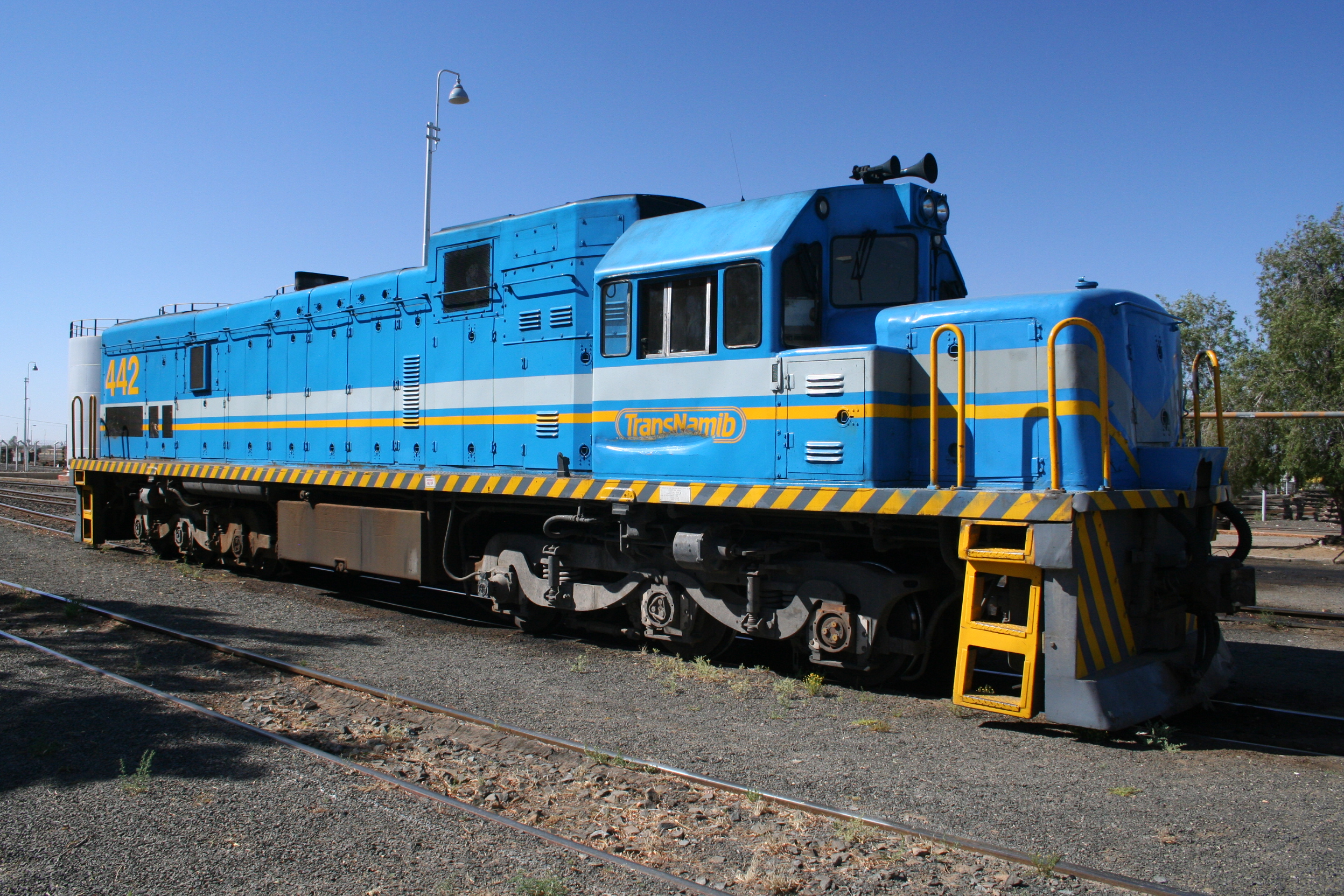
GE U20C GE 36571 der TransNamib bei Keetmanshoop (2011)

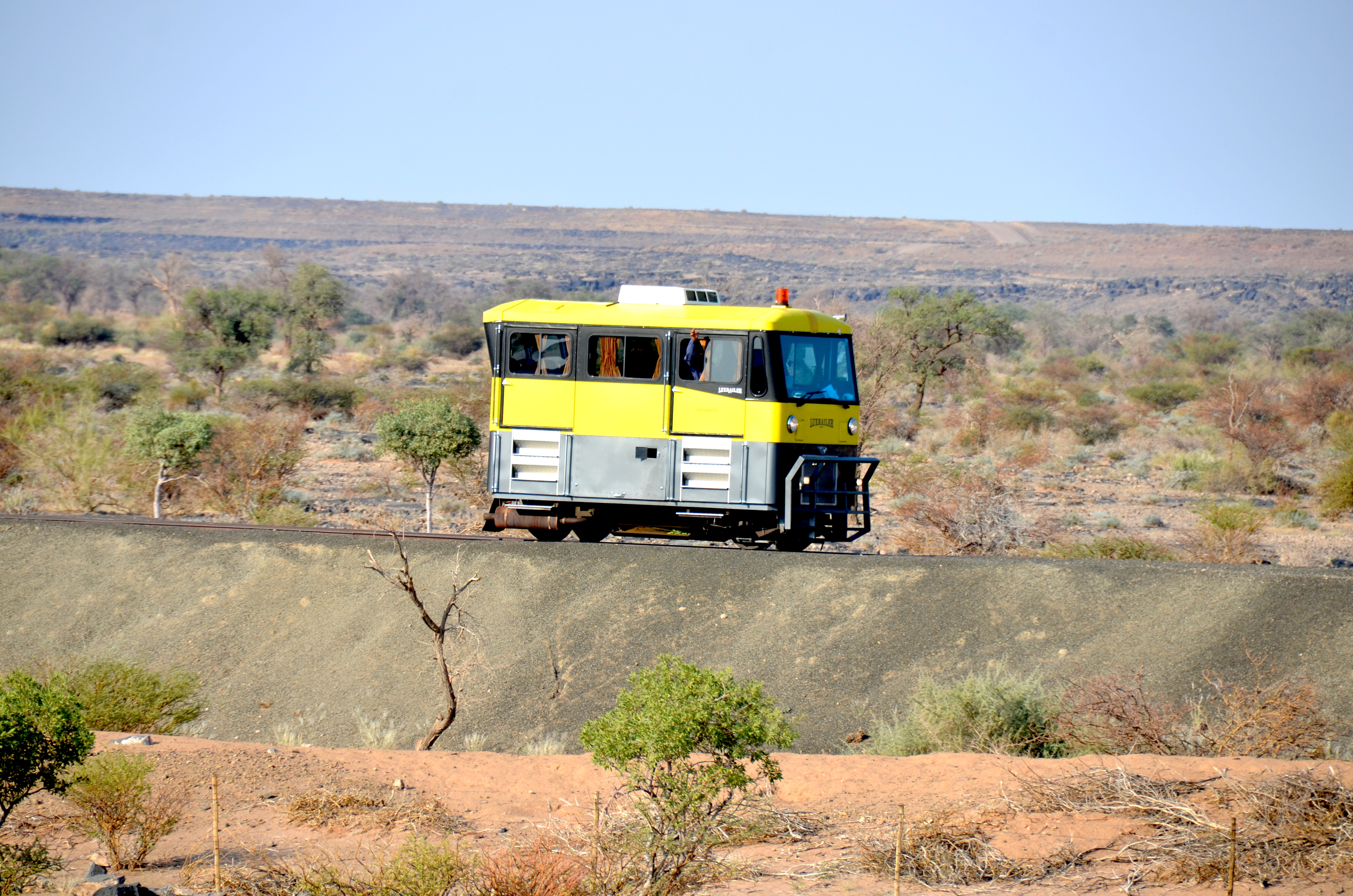
Draisine der TransNamib bei Simplon

Seit Anfang 2009 wurden alle 45 Lokomotiven der TransNamib für umgerechnet etwa 20 Millionen Euro überholt. Mit Stand Juli 2010 verfügt TransNamib über 69 Lokomotiven, von denen 49 im Einsatz sind. Im Jahr 2015 orderte TransNamib sechs weitere GE Transportation-Lokomotiven. Seit etwa 2016 setzt TransNamib auch Lokomotiven des Typs GE C21–C25EMP ein.
TransNamib ist afrikaweiter Pionier beim Einsatz von Wasserstoff im Schienenverkehr. Bis Ende 2025 sollen im Rahmen des Projekts HyRail zwei Dieselzugwagen auf die Nutzung von Wasserstoff umgestellt werden.